# DanskHåndbold
DanskHåndbold ist der nationale Sportverband für den Handballsport in Dänemark und hat seinen Sitz im Idrættens Hus (Haus des Sports) in Brøndby. Er ist Dachverband für 714 Vereine, in denen über 107.000 Mitglieder aktiv sind (Stand: 2023). Der seit 1935 bestehende Verband ist einer von rund 60 Sportfachverbänden des dänischen Sportverbandes und Gründungsmitglied der Internationalen Handballföderation (IHF) von 1946 sowie deren europäischen Kontinentalverband, der Europäischen Handballföderation (EHF) von 1991.
Neben dem DanskHåndbold wird Handball in Dänemark auch in anderen Verbänden gespielt, darunter im zweitgrößten Sportverband des Landes, den Danske Gymnastik- og Idrætsforeninger (DGI), im Arbeitersportverband (Dansk Arbejder Idrætsforbund, DAI), im dänischen CVJM-Sportverband (KFUMs Idrætsforbund) und im Betriebssportverband Dansk Firma Idrætsforbund (DFIF).

## Geschichte
Handball in Dänemark nahm seinen Anfang als Schulsportart in den 1890er Jahren und einem ersten öffentlichen Schulturnier 1904 in Randers. Obwohl das Land damit zu einem der Pionierländer des Handballs gezählt wird, erfolgte die Gründung eines eigenen Verbandes erst am 2. Juni 1935. Vorher war die Sportart im Dansk Athletik Forbund organisiert, der auch Gründungsmitglied im IHF-Vorgängerverband, der International Amateur Handball Federation (IAHF) von 1928, war.
Im Feldhandball, der mit elf Spielern noch bis 1959 (Frauen bis 1960) und im Siebener-Team bis 1972 gespielt wurde, erfolgte am 20. August 1934 in Kopenhagen das erste Länderspiel einer dänischen Herren-Nationalmannschaft. Das Spiel gegen das deutsche Team verlor Dänemark mit 16:5. Im Hallenhandball führte die erste Begegnung am 8. März 1935 gegen eine Mannschaft aus Schweden, was mit einem Resultat von 18:12 ebenfalls mit einer Niederlage endete.
Als im Zuge der Olympischen Sommerspiele 1936 in Berlin, an denen die dänischen Handballspieler aus sportlichen Gründen nicht teilnahmen, vom Reichspropagandaminister Joseph Goebbels behauptet wurde, das Handballspiel sei in Deutschland erfunden worden, löste das bei den Dänen einen Protest aus, der jedoch nach einer Klage beim IAHF zu keinem Erfolg führte.
Am 21. August 2023 wurde der Name des Verbandes von Dansk Håndbold Forbund (DHF) in DanskHåndbold geändert.

### Dänische Meisterschaften

#### Männer
Im März 1936 wurde in Aarhus erstmals ein dänischer Meister ermittelt, dessen Meisterschaften erst drei Jahre später vom nationalen dänischen Sportverband offiziell anerkannt wurden. Bis zur Saison 1946/47 trafen die Bezirksmeister dabei in einem Wochenendturnier aufeinander, danach wurde in der höchsten Klasse, der heutigen Håndboldligaen, das Ligasystem eingeführt. Der Spielbetrieb der zweiten Liga begann in der Saison 1952/53, der für sechs Jahre vom Ende der 1950er bis zum Anfang der 1960er Jahre in zwei Bereiche diesseits und jenseits des Großen Belts aufgeteilt war.

#### Frauen
Das Ligasystem für die Damehåndboldligaen (erste Liga) und zweite Liga der Frauen wurde in der Saison 1961/62 eingeführt.

#### Pokal
Aus den Mannschaften der Saison 1964 wurden im Jahr darauf erstmals für Frauen und Männer ein Landespokalsieger ermittelt, dessen Finalturnier seitdem jedes Jahr in verschiedenen Spielstätten veranstaltet wird. Das nach einem Sponsor benannte Turnier wird bis zum Achtelfinale von den Bezirksverbänden organisiert.

### Handball-WM und EM in Dänemark
Die Handball-Weltmeisterschaft der Männer wurden in Dänemark erstmals 1978 ausgetragen. Zusammen mit Deutschland hat man die WM 2019 ausgerichtet. Die Frauen-WM von 1999 wurde zusammen mit Norwegen veranstaltet, 2015 war das Land abermals Gastgeber der Frauen-WM. Zudem war Dänemark Ausrichter der Handball-Europameisterschaft der Frauen 1996, 2002 und wieder zusammen mit Norwegen 2010. Die Männer-EM hat erstmals 2014 im eigenen Land stattgefunden.

### Größte Erfolge
- Die dänische Männer-Handballnationalmannschaft, die außer 1990, 1997 und 2001 stets an allen WM teilnahm, gewann bei diesem Turnier bisher dreimal die Silbermedaille: 1967 und 2011 in Schweden sowie 2013 in Spanien. Die Weltmeisterschaft konnte endlich 2019 im Heimspiel-Finale gewonnen werden[7] und 2021 verteidigt werden[8]. Den Titel Europameister holte sich das Team bei der EM 2008 in Norwegen und 2012 in Serbien.[9] Bei den Olympischen Spielen 2016 gewannen sie die Goldmedaille.[10]
- Die dänische Frauen-Handballnationalmannschaft gewann die WM 1997 und die EM 1994, die beide in Deutschland stattfanden, sowie die EM 1996 und EM 2002, die beide im eigenen Land veranstaltet wurden. Bei Olympischen Spielen ging die Frauenmannschaft dreimal in Folge als Sieger hervor: 1996 in Atlanta, 2000 in Sydney und 2004 in Athen.

## Regionalverbände
Der DHF gliederte sich in die drei Regionalverbände:
- Håndbold Region Øst (HRØ) mit Sitz in Greve für Seeland, Lolland-Falster und Bornholm,
- Fyns Håndbold Forbund (FHF) mit Sitz in Odense für Fünen sowie
- Jydsk Håndbold Forbund (JHF) mit Sitz in Viby für Jütland, der zusätzlich in acht Kreise organisiert ist.

Mit der Namensänderung im August 2023 wurden die Regionalverbände in vier Regionen aufgeteilt:
- DanskHåndbold Nord,
- DanskHåndbold Midt,
- DanskHåndbold Syd und
- DanskHåndbold Øst.